# Februarie 1992
Acest articol este generat integral pe baza informațiilor din articolul 1992 și este actualizat periodic de un robot.
 Editările făcute în articol vor fi șterse la următoarea actualizare! Dacă doriți să faceți modificări, editați articolul-sursă.

ianuarie -
februarie -
martie -
aprilie -
mai -
iunie -
iulie -
august -
septembrie -
octombrie -
noiembrie -
decembrie
Februarie 1992 a fost a doua lună a anului și a început într-o zi de sâmbătă.

## Evenimente
- 7 februarie: În baza Tratatului de la Maastricht s-a constituit Uniunea Europeană.
- 9 februarie: Primul tur de scrutin al alegerilor locale din România. Prezența la urne este de 65%.
- 23 februarie: Al doilea tur de scrutin al alegerilor locale din România în localitățile în care rezultatul din 9 februarie nu a fost concludent. Prezența la urne este de 50%.
- 27 februarie: La București are loc instalarea primarului general al Capitalei, Crin Halaicu (PNL).

## Nașteri

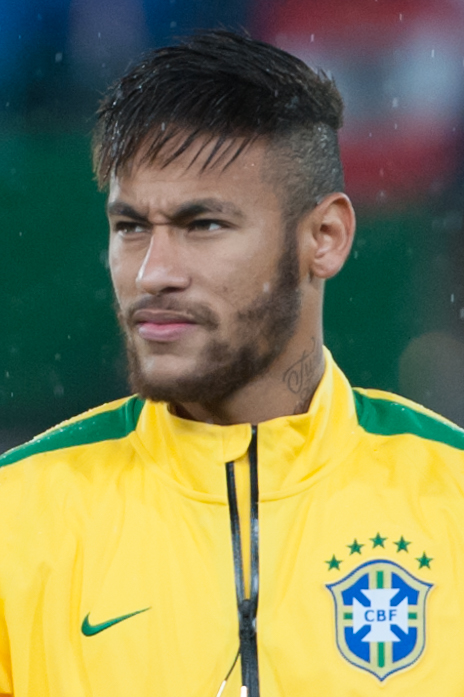
Neymar

- 3 februarie: Daniel Schmidt, fotbalist japonez
- 5 februarie: Neymar (Neymar da Silva Santos Jr.), fotbalist brazilian (atacant)
- 5 februarie: Stefan de Vrij, fotbalist neerlandez
- 5 februarie: Kejsi Tola, cântăreață albaneză
- 6 februarie: Bogdan Cătălin Gavrilă, fotbalist român
- 7 februarie: Sergi Roberto Carnicer, fotbalist spaniol
- 8 februarie: Bruno Martins Indi (Rolando Maximiliano Martins Indi), fotbalist neerlandez
- 8 februarie: Márton Fucsovics, jucător de tenis maghiar
- 9 februarie: Avan Jogia, actor canadian
- 11 februarie: Taylor Lautner, actor american de film
- 12 februarie: Abigail Ratchford, fotomodel american
- 14 februarie: Christian Dannemann Eriksen, fotbalist danez
- 14 februarie: Freddie Highmore, actor englez
- 16 februarie: Sarah Thonig, actriță germană
- 18 februarie: Logan Miller, actor american
- 21 februarie: Phil Anthony Jones, fotbalist englez
- 22 februarie: Alexander Merkel, fotbalist german
- 22 februarie: Haris Seferović, fotbalist elvețian
- 23 februarie: Kyriakos Papadopoulos, fotbalist grec
- 23 februarie: Nikoloz Basilashvili, jucător georgian de tenis
- 23 februarie: Casemiro (Carlos Henrique José Francisco Venâncio Casimiro), fotbalist brazilian
- 23 februarie: Nikoloz Basilashvili, jucător de tenis georgian
- 25 februarie: Amy Ruffle, actriță australiană
- 26 februarie: Matz Sels, fotbalist belgian
- 27 februarie: Jonjo Shelvey, fotbalist englez
- 27 februarie: Filip Krajinović, jucător de tenis sârb
- 28 februarie: Antonio Jakoliš, fotbalist croat
- 28 februarie: Mattia Montini, fotbalist italian (atacant)
- 29 februarie: Michaela Prosan, actriță română de film și teatru

## Decese
Caius Iacob, 79 ani, matematician român (n. 1912)
Stella Roman (n. Florica Vierica Alma Stela Blașu), 87 ani, cântăreață română de operă (n. 1904)
Nikolai Bogoliubov, matematician (n. 1909)
Markos Vafeiadis, 86 ani, politician grec (n. 1906)
Tadeusz Łomnicki, actor polonez (n. 1927)
Ferenc Karinthy, 70 ani, scriitor maghiar (n. 1921)